# Karl Weigl
Pour les articles homonymes, voir Weigl.
Karl Ignaz Weigl, né le 6 février 1881 à Vienne et mort le 11 août 1949 à New York, est un compositeur autrichien.

## Biographie
Karl Weigl est né à Vienne, son père banquier était amateur de musique. Alexander Zemlinsky lui donne des cours privés en 1896. Weigl fait ses études au Franz-Joseph-Gymnasium et en sort diplômé en 1899. Après cela il continue ses études à l'Académie de musique et d'arts du spectacle de Vienne où il suit les cours de composition de Robert Fuchs puis étudie à l'Université de Vienne la musicologie avec Guido Adler, avec Anton Webern comme camarade de classe. Son unique opéra, Der Rattenfänger von Hameln (en français : Le Joueur de flûte de Hamelin), est créé à Vienne en 1932.
Quand les nazis occupent l'Autriche en 1938, Weigl émigre aux États-Unis avec sa seconde femme, la compositrice et musicienne Vally Weigl (née Pick), et son fils. Il obtient un nombre croissant de postes d'enseignement : à la Hartt School of Music, au Brooklyn College, au Boston Conservatory et à partir de 1948 au Philadelphia Academy of Music.
Il meurt à New York d'un myélome en 1949.

## Œuvres
Weigl a écrit des symphonies, de la musique de chambre, dont des quatuors à cordes, des chants pour piano solo et un unique opéra : Der Rattenfänger von Hameln (1932).

### Musique orchestrale
- Symphonie nº 1 1908
- Symphonie nº 2 1922
- Symphonie nº 3 1931
- Symphonie nº 4 1936
- Symphonie nº 5 1945
- Symphonie nº 6 1947

### Concertos
- Concerto pour violon 1928
- Concerto pour violoncelle 1934
- Concerto pour piano 1931
- Concerto pour piano (main gauche) 1924
- Rhapsody pour piano et orchestre  1940

### Musique de chambre
- Quatuor à cordes nº 1 1905
- Quatuor à cordes nº 2 1906
- Quatuor à cordes nº 3 1909
- Quatuor à cordes nº 4 1924
- Quatuor à cordes nº 5 1933
- Quatuor à cordes nº 6 1939
- Quatuor à cordes nº 7 1942
- Quatuor à cordes nº 8 1949
- Sextuor à cordes 1906
- Trio avec Piano  1939
- Quatre Bagatelles pour quatre violons et piano 1941

### Clavier
- 28 Variations 1907
- Capriccio pour piano à 4 mains 1942?
- Dance of the Furies 1938
- Dances from Vienna 1939
- Isle of the Dead 1903
- Juvenilia / Ella-Gavotte; Weihnachtslied; Valse lente; Widmung, avant 1901
- Kuckuck and On the Green Meadow 1932
- Night Fantasies 1911
- Norwegian Dance avant 1941
- Passacaglia et Fugue en ré mineur 1934
- Pictures and Tales 1909
- Prélude et Fugue en ut mineur 1934
- Prélude et Fugue en ré majeur 1933?
- Revelation / Meditation 1941
- Six Fantasies 1942
- Three Night Fantasies 1911?
- Three Night Fantasies pour deux pianos 1911